# 7039 Yamagata
7039 Yamagata (1996 GO2) là một tiểu hành tinh vành đai chính được phát hiện ngày 14 tháng 4 năm 1996 bởi T. Okuni ở Nanyou.